# Rue de Buci
Rue de Buci är en gata i Quartier de Saint-Germain-des-Prés och Quartier de la Monnaie i Paris sjätte arrondissement. Rue de Buci, som börjar vid Rue Mazarine 84 och Rue de l'Ancienne-Comédie 2 och slutar vid Boulevard Saint-Germain 160, är uppkallad efter Simon de Buci (död 1369), generalprokurator vid Parisparlamentet.

## Omgivningar
- Saint-Germain-des-Prés
- Jardin Alice-Saunier-Seïté
- Les Deux Magots
- Café de Flore
- Boulevard Saint-Germain
- Rue de Furstemberg
- Place de Furstemberg
- Carrefour de Buci

## Bilder
| - Saint-Germain-des-Prés. - Jardin Alice-Saunier-Seïté. |

| - Les Deux Magots. - Place de Furstemberg. |

## Kommunikationer
- Tunnelbana – linjerna   – Odéon
- Busshållplats Seine – Buci – Paris bussnät, linjerna 63 86 87

### Webbkällor
- ”Rue de Buci”. Mairie de Paris. http://www.v2asp.paris.fr/commun/v2asp/v2/nomenclature_voies/Voieactu/1355.nom.htm. Läst 28 maj 2021.
- ”Rue de Buci”. Les rues de Paris. https://www.parisrues.com/rues06/paris-06-rue-de-buci.html. Läst 28 maj 2021.